# Liste der Countys in Texas
Der US-Bundesstaat Texas ist in 254 Countys unterteilt, mehr als alle anderen Bundesstaaten.
Texas entstand aus Gebieten, die zuvor unter spanischer bzw. mexikanischer Kontrolle waren. Die lokalen Verwaltungseinheiten hießen daher vor der Ausrufung der Republik Texas (1836) „Gemeinden“. 1836 gab es 23 solcher Gemeinden, die dann zu den 23 ursprünglichen Countys wurden. Die anderen Countys entstanden in der Regel durch Abspaltung aus einem oder mehreren der älteren Countys wenn die steigende Bevölkerungsdichte dies notwendig erscheinen ließ (Siehe Spalte „Ursprung“ in der Tabelle).
Der FIPS-Code für Texas ist 48, die einzelnen Countys haben also einen Code der Form 48XXX, wobei die XXX durch den Code des entsprechenden Countys ersetzt werden.

## Liste
| County               | FIPS-Code | Verwaltungssitz (County Seat) | Gegründet | Ursprung | Namensherkunft | EW-Zahl   | Fläche                   | Karte                                       |
| -------------------- | --------- | ----------------------------- | --------- | --- | --- | --------- | ------------------------ | ------------------------------------------- |
| Anderson County      | 001       | Palestine                     | 1846      | Houston County | Kenneth Lewis Anderson (1805–1845), letzter Vize-Präsident der Republik Texas | 55.109    | 2.774 km² (1.071 sq mi)  | State map highlighting Anderson County      |
| Andrews County       | 003       | Andrews                       | 1876      | Bexar County | Richard Andrews (?–1835), erster texanischer Soldat, der im Texanischen Unabhängigkeitskrieg fiel                                                                                                | 13.004    | 3.888 km² (1.501 sq mi)  | State map highlighting Andrews County       |
| Angelina County      | 005       | Lufkin                        | 1846      | Nacogdoches County                                                                                                | Eine Hainai-Indianerin, die den spanischen Missionaren half und „kleiner Engel“ genannt wurde (Spanisch: Angelina)                                                                               | 80.130    | 2.077 km² (802 sq mi)    | State map highlighting Angelina County      |
| Aransas County       | 007       | Rockport                      | 1871      | Refugio County | Aransas Bay, seinerseits nach einem spanischen Fort, eventuell nach Sanctuario de Aránzazu (Arantzazu ist baskisch für „Platz der Dornen“)                                                       | 22.497    | 653 km² (252 sq mi)      | State map highlighting Aransas County       |
| Archer County        | 009       | Archer City                   | 1858      | Fannin County | Branch Tanner Archer | 8.854     | 2.357 km² (910 sq mi)    | State map highlighting Archer County        |
| Armstrong County     | 011       | Claude                        | 1876      | Bexar County | Eine amerikanische Siedlerfamilie | 2.148     | 2.367 km² (914 sq mi)    | State map highlighting Armstrong County     |
| Atascosa County      | 013       | Jourdanton                    | 1856      | Bexar County | Spanisch: Sumpfig | 38.628    | 3.191 km² (1.232 sq mi)  | State map highlighting Atascosa County      |
| Austin County        | 015       | Bellville                     | 1836      | Eines der ursprünglichen 23 Countys                                                                               | Stephen F. Austin (1793–1836), bekannt als „Vater von Texas“ | 23.590    | 1.691 km² (653 sq mi)    | State map highlighting Austin County        |
| Bailey County        | 017       | Muleshoe                      | 1876      | Bexar County | Peter James Bailey, Verteidiger in Alamo | 6.594     | 2.142 km² (827 sq mi)    | State map highlighting Bailey County        |
| Bandera County       | 019       | Bandera                       | 1856      | Bexar County | Bandera Pass, nach dem spanischen Wort für „Flagge“ | 17.645    | 2.051 km² (792 sq mi)    | State map highlighting Bandera County       |
| Bastrop County       | 021       | Bastrop                       | 1836      | Eines der ursprünglichen 23 Countys                                                                               | Felipe Enrique Neri, Baron de Bastrop, dänischer Siedler | 57.733    | 2.300 km² (888 sq mi)    | State map highlighting Bastrop County       |
| Baylor County        | 023       | Seymour                       | 1858      | Fannin County | Henry Weidner Baylor, Chirurg der Texas Rangers während des Mexikanisch-Amerikanischen Krieges                                                                                                   | 4.093     | 2.256 km² (871 sq mi)    | State map highlighting Baylor County        |
| Bee County           | 025       | Beeville                      | 1857      | San Patricio County, Goliad County, Refugio County, Live Oak County, und Karnes County                            | Barnard Elliott Bee, Sr. (1787–1853), Politiker der Republik Texas | 32.359    | 2.279 km² (880 sq mi)    | State map highlighting Bee County           |
| Bell County          | 027       | Belton                        | 1850      | Milam County | Peter Hansborough Bell, dritter Gouverneur von Texas (1849–1853) | 237.974   | 2.743 km² (1.059 sq mi)  | State map highlighting Bell County          |
| Bexar County         | 029       | San Antonio                   | 1836      | Eines der ursprünglichen 23 Countys                                                                               | San Antonio de Béxar, ein wichtiges Presidio im mexikanischen Texas, nach dem San Antonio River und Baltasar de Zúñiga y Guzmán aus der Familie der Herzöge von Béjar                            | 1.392.931 | 3.230 km² (1.247 sq mi)  | State map highlighting Bexar County         |
| Blanco County        | 031       | Johnson City                  | 1858      | Burnet County, Comal County, Gillespie County und Hays County                                                     | Blanco River | 8.418     | 1.841 km² (711 sq mi)    | State map highlighting Blanco County        |
| Borden County        | 033       | Gail                          | 1876      | Bexar County | Gail Borden (1801–1874), Geschäftsmann, Verleger und Erfinder der Kondensmilch | 729       | 2.328 km² (899 sq mi)    | State map highlighting Borden County        |
| Bosque County        | 035       | Meridian                      | 1854      | McLennan County                                                                                                   | The Bosque River (Bosque ist Spanisch für „hölzern“) | 17.204    | 2.561 km² (989 sq mi)    | State map highlighting Bosque County        |
| Bowie County         | 037       | New Boston                    | 1840      | Red River County                                                                                                  | Jim Bowie (1796–1836), Kämpfer in der Schlacht von Alamo | 89.306    | 2.300 km² (888 sq mi)    | State map highlighting Bowie County         |
| Brazoria County      | 039       | Angleton                      | 1836      | Eines der ursprünglichen 23 Countys                                                                               | Brazoria (Texas), früher Hafen am Brazos River | 241.767   | 3.592 km² (1.387 sq mi)  | State map highlighting Brazoria County      |
| Brazos County        | 041       | Bryan                         | 1841      | Washington County Hieß bis 1842 Navasota County                                                                   | Brazos River | 152.415   | 1.518 km² (586 sq mi)    | State map highlighting Brazos County        |
| Brewster County      | 043       | Alpine                        | 1887      | Presidio County                                                                                                   | Henry Percy Brewster (1816–1884), Kriegsminister der Republik Texas und Soldat im Bürgerkrieg | 8.866     | 16.040 km² (6.193 sq mi) | State map highlighting Brewster County      |
| Briscoe County       | 045       | Silverton                     | 1876      | Bexar County | Andrew Briscoe (1810–1849), Unterzeichner der Unabhängigkeitserklärung von Texas | 1.790     | 2.331 km² (900 sq mi)    | State map highlighting Briscoe County       |
| Brooks County        | 047       | Falfurrias                    | 1911      | Starr County | James Abijah Brooks, Texas Ranger und Politiker | 7.976     | 2.442 km² (943 sq mi)    | State map highlighting Brooks County        |
| Brown County         | 049       | Brownwood                     | 1856      | Comanche County und Travis County                                                                                 | Henry Stevenson Brown, Offizier in der Schlacht von Velasco | 37.674    | 2.445 km² (944 sq mi)    | State map highlighting Brown County         |
| Burleson County      | 051       | Caldwell                      | 1846      | Milam County | Edward Burleson (1798–1851), General und Staatsmann der Texanischen Revolution | 16.470    | 1.725 km² (666 sq mi)    | State map highlighting Burleson County      |
| Burnet County        | 053       | Burnet                        | 1852      | Bell County, Travis County und Williamson County                                                                  | David Gouverneur Burnet, erster Präsident der Republik Texas (1836) | 34.147    | 2.577 km² (995 sq mi)    | State map highlighting Burnet County        |
| Caldwell County      | 055       | Lockhart                      | 1848      | Bastrop County und Gonzales County                                                                                | Mathew Caldwell, Unterzeichner der Texanischen Unabhängigkeitserklärung und Soldat während der Texanischen Revolution                                                                            | 32.194    | 1.414 km² (546 sq mi)    | State map highlighting Caldwell County      |
| Calhoun County       | 057       | Port Lavaca                   | 1846      | Jackson County, Matagorda County und Victoria County                                                              | John C. Calhoun, siebter Vizepräsident der USA (1825–1832) | 20.647    | 1.326 km² (512 sq mi)    | State map highlighting Calhoun County       |
| Callahan County      | 059       | Baird                         | 1858      | Bexar County, Bosque County und Travis County                                                                     | James Hughes Callahan, Soldat während der Texanischen Revolution | 12.905    | 2.328 km² (899 sq mi)    | State map highlighting Callahan County      |
| Cameron County       | 061       | Brownsville                   | 1848      | Nueces County und Ländereien Mexikos                                                                              | Ewen Cameron, Soldat während der Texanischen Revolution, getötet während der Black Bean Episode                                                                                                  | 335.227   | 2.347 km² (906 sq mi)    | State map highlighting Cameron County       |
| Camp County          | 063       | Pittsburg                     | 1874      | Upshur County | John Lafayette Camp (1828–1891), Politiker | 11.549    | 513 km² (198 sq mi)      | State map highlighting Camp County          |
| Carson County        | 065       | Panhandle                     | 1876      | Bexar County | Samuel Price Carson, Erster Secretary of State der Republik Texas (1836–1838) | 6.516     | 2.391 km² (923 sq mi)    | State map highlighting Carson County        |
| Cass County          | 067       | Linden                        | 1846      | Bowie County | Lewis Cass (1782–1866), Senator aus Michigan Hieß Davis County 1861–1871 | 30.438    | 2.429 km² (938 sq mi)    | State map highlighting Cass County          |
| Castro County        | 069       | Dimmitt                       | 1876      | Bexar County | Henri Castro (1786–1865), französischer General | 8.285     | 2.326 km² (898 sq mi)    | State map highlighting Castro County        |
| Chambers County      | 071       | Anahuac                       | 1858      | Jefferson County und Liberty County                                                                               | Thomas Jefferson Chambers, früher Anwalt in Texas | 26.031    | 1.551 km² (599 sq mi)    | State map highlighting Chambers County      |
| Cherokee County      | 073       | Rusk                          | 1846      | Nacogdoches County                                                                                                | Die Cherokee-Indianer | 46.659    | 2.725 km² (1.052 sq mi)  | State map highlighting Cherokee County      |
| Childress County     | 075       | Childress                     | 1876      | Bexar County und Young County                                                                                     | George Campbell Childress (1804–1841), einer der Autoren der texanischen Unabhängigkeitserklärung                                                                                                | 7.688     | 1.839 km² (710 sq mi)    | State map highlighting Childress County     |
| Clay County          | 077       | Henrietta                     | 1857      | Cooke County | Henry Clay, Politiker aus Kentucky und US-Außenminister (1825–1829) | 11.006    | 2.844 km² (1.098 sq mi)  | State map highlighting Clay County          |
| Cochran County       | 079       | Morton                        | 1876      | Bexar County und Young County                                                                                     | Robert E. Cochran (1810–1836), Verteidiger von „The Alamo“ | 3.730     | 2.007 km² (775 sq mi)    | State map highlighting Cochran County       |
| Coke County          | 081       | Robert Lee                    | 1889      | Tom Green County                                                                                                  | Richard Coke, 15. Gouverneur von Texas (1874–1876) | 3.864     | 2.328 km² (899 sq mi)    | State map highlighting Coke County          |
| Coleman County       | 083       | Coleman                       | 1858      | Brown County und Travis County                                                                                    | Robert M. Coleman, Unterzeichner der Texanischen Unabhängigkeitserklärung und Soldat in der Schlacht von San Jacinto                                                                             | 9.235     | 3.297 km² (1.273 sq mi)  | State map highlighting Coleman County       |
| Collin County        | 085       | McKinney                      | 1846      | Fannin County | Collin McKinney (1766–1861), Autor der texanischen Unabhängigkeitserklärung | 491.675   | 2.196 km² (848 sq mi)    | State map highlighting Collin County        |
| Collingsworth County | 087       | Wellington                    | 1876      | Bexar County und Young County                                                                                     | James Collinsworth, Unterzeichner der texanischen Unabhängigkeitserklärung und Politiker (Schreibweise der Namen unterscheidet sich wegen eines Schreibfehlers in der Gründungsakte des Countys) | 3.206     | 2.380 km² (919 sq mi)    | State map highlighting Collingsworth County |
| Colorado County      | 089       | Columbus                      | 1836      | Eines der ursprünglichen 23 Countys                                                                               | Colorado River | 20.390    | 2.494 km² (963 sq mi)    | State map highlighting Colorado County      |
| Comal County         | 091       | New Braunfels                 | 1846      | Bexar County | Comal River | 78.021    | 1.456 km² (562 sq mi)    | State map highlighting Comal County         |
| Comanche County      | 093       | Comanche                      | 1856      | Bosque County und Coryell County                                                                                  | Die Comanche | 14.026    | 2.429 km² (938 sq mi)    | State map highlighting Comanche County      |
| Concho County        | 095       | Paint Rock                    | 1858      | Bexar County | Concho River | 3.966     | 2.569 km² (992 sq mi)    | State map highlighting Concho County        |
| Cooke County         | 097       | Gainesville                   | 1848      | Fannin County | William Gordon Cooke, Soldat während der texanischen Revolution | 36.363    | 2.264 km² (874 sq mi)    | State map highlighting Cooke County         |
| Coryell County       | 099       | Gatesville                    | 1854      | Bell County | James Coryell, Trapper, der von Indianern getötet wurde | 74.978    | 2.725 km² (1.052 sq mi)  | State map highlighting Coryell County       |
| Cottle County        | 101       | Paducah                       | 1876      | Fannin County | George Washington Cottle, Soldat gestorben bei der Verteidigung von The Alamo (Texas) | 1.904     | 2.334 km² (901 sq mi)    | State map highlighting Cottle County        |
| Crane County         | 103       | Crane                         | 1887      | Tom Green County                                                                                                  | William Carey Crane, Präsident der Baylor University | 3.996     | 2.036 km² (786 sq mi)    | State map highlighting Crane County         |
| Crockett County      | 105       | Ozona                         | 1875      | Bexar County | David Crockett (1786–1836), legendärer Kämpfer, der in der Schlacht von The Alamo fiel | 4.099     | 7.273 km² (2.808 sq mi)  | State map highlighting Crockett County      |
| Crosby County        | 107       | Crosbyton                     | 1876      | Bexar County und Young County                                                                                     | Stephen Crosby | 7.072     | 2.331 km² (900 sq mi)    | State map highlighting Crosby County        |
| Culberson County     | 109       | Van Horn                      | 1911      | El Paso County | David B. Culberson, Anwalt und Soldat im Amerikanischen Bürgerkrieg | 2.975     | 9.876 km² (3.813 sq mi)  | State map highlighting Culberson County     |
| Dallam County        | 111       | Dalhart                       | 1876      | Bexar County | James Wilmer Dallam, Anwalt und Zeitungsverleger | 6.222     | 3.898 km² (1.505 sq mi)  | State map highlighting Dallam County        |
| Dallas County        | 113       | Dallas                        | 1846      | Nacogdoches County und Robertson County                                                                           | George M. Dallas, elfter Vizepräsident der USA(1845–1849) (Disputed) | 2.294.706 | 2.279 km² (880 sq mi)    | State map highlighting Dallas County        |
| Dawson County        | 115       | Lamesa                        | 1846      | Bexar County | Nicholas Mosby Dawson, Soldat während der texanischen Revolution und Opfer des Dawson-Massaker                                                                                                   | 14.985    | 2.336 km² (902 sq mi)    | State map highlighting Dawson County        |
| Deaf Smith County    | 117       | Hereford                      | 1876      | Bexar County | Erastus „Deaf“ Smith (1787–1837), Aufklärer während der texanischen Revolution | 18.561    | 3.877 km² (1.497 sq mi)  | State map highlighting Deaf Smith County    |
| Delta County         | 119       | Cooper                        | 1870      | Hopkins County und Lamar County                                                                                   | Wegen seiner dreieckigen Form nach dem griechischen Buchstaben Delta | 5.327     | 717 km² (277 sq mi)      | State map highlighting Delta County         |
| Denton County        | 121       | Denton                        | 1846      | Fannin County | John Bunyan Denton (1806–1841), Soldat | 584.238   | 2.300 km² (888 sq mi)    | State map highlighting Denton County        |
| DeWitt County        | 123       | Cuero                         | 1846      | Goliad County, Gonzales County und Victoria County                                                                | Green DeWitt, empresario der eine frühe Kolonie in Texas gegründet hatte | 20.013    | 2.354 km² (909 sq mi)    | State map highlighting DeWitt County        |
| Dickens County       | 125       | Dickens                       | 1876      | Bexar County | J. Dickens, gefallen in der Schlacht von Alamo | 2.762     | 2.341 km² (904 sq mi)    | State map highlighting Dickens County       |
| Dimmit County        | 127       | Carrizo Springs               | 1858      | Bexar County, Maverick County, Uvalde County und Webb County                                                      | Philip Dimmitt, bedeutende Person der texanischen Revolution | 10.248    | 3.447 km² (1.331 sq mi)  | State map highlighting Dimmit County        |
| Donley County        | 129       | Clarendon                     | 1876      | Bexar County | Stockton P. Donley, Rechtsgelehrter an der Front | 3.828     | 2.409 km² (930 sq mi)    | State map highlighting Donley County        |
| Duval County         | 131       | San Diego                     | 1858      | Live Oak County, Nueces County und Starr County                                                                   | Burr Harrison DuVal (1809–1836), Soldat, gefallen im Goliad Massacre | 13.120    | 4.644 km² (1.793 sq mi)  | State map highlighting Duval County         |
| Eastland County      | 133       | Eastland                      | 1858      | Bosque County, Coryell County und Travis County                                                                   | William Mosby Eastland, Soldat in der texanischen Revolution | 18.297    | 2.398 km² (926 sq mi)    | State map highlighting Eastland County      |
| Ector County         | 135       | Odessa                        | 1887      | Tom Green County                                                                                                  | Mathew Duncan Ector (1822–1879), General der Konföderation | 121.123   | 2.334 km² (901 sq mi)    | State map highlighting Ector County         |
| Edwards County       | 137       | Rocksprings                   | 1858      | Bexar County | Haden Edwards (1771–1849) | 2.162     | 5.491 km² (2.120 sq mi)  | State map highlighting Edwards County       |
| Ellis County         | 139       | Waxahachie                    | 1849      | Navarro County | Richard Ellis (1781–1846), Präsident der Kommission, der die Texanische Unabhängigkeitserklärung erarbeitete                                                                                     | 111.360   | 2.435 km² (940 sq mi)    | State map highlighting Ellis County         |
| El Paso County       | 141       | El Paso                       | 1848      | Santa Fe County                                                                                                   | Das benachbarte Ciudad Juárez, das frühere El Paso del Norte, weil es als Pass von Mexiko nach New Mexico diente                                                                                 | 721.598   | 2.624 km² (1.013 sq mi)  | State map highlighting El Paso County       |
| Erath County         | 143       | Stephenville                  | 1856      | Bosque County und Coryell County                                                                                  | George Bernard Erath, Soldat in der Schlacht von San Jacinto | 33.001    | 2.813 km² (1.086 sq mi)  | State map highlighting Erath County         |
| Falls County         | 145       | Marlin                        | 1850      | Limestone County und Milam County                                                                                 | Wasserfälle am Brazos River | 18.576    | 1.992 km² (769 sq mi)    | State map highlighting Falls County         |
| Fannin County        | 147       | Bonham                        | 1837      | Red River County                                                                                                  | James Walker Fannin, Jr. (1805–1836), Anführer der Texaner, der im Goliad-Massaker umkam | 31.242    | 2.310 km² (892 sq mi)    | State map highlighting Fannin County        |
| Fayette County       | 149       | La Grange                     | 1837      | Bastrop County | General Lafayette (1757–1834), französischer Held im Amerikanischen Unabhängigkeitskrieg | 21.804    | 2.460 km² (950 sq mi)    | State map highlighting Fayette County       |
| Fisher County        | 151       | Roby                          | 1876      | Bexar County | Samuel Rhoads Fisher (1794–1839), Unterzeichner der Texanischen Unabhängigkeitserklärung | 4.344     | 2.334 km² (901 sq mi)    | State map highlighting Fisher County        |
| Floyd County         | 153       | Floydada                      | 1876      | Bexar County und Young County                                                                                     | Dolphin Ward Floyd, gestorben bei The Alamo | 7.771     | 2.569 km² (992 sq mi)    | State map highlighting Floyd County         |
| Foard County         | 155       | Crowell                       | 1891      | Cottle County, Hardeman County, King County und Knox County                                                       | Robert Levi Foard, Soldat | 1.622     | 1.831 km² (707 sq mi)    | State map highlighting Foard County         |
| Fort Bend County     | 157       | Richmond                      | 1837      | Austin County, Brazoria County und Harris County                                                                  | Haus am Brazos River | 354.452   | 2.266 km² (875 sq mi)    | State map highlighting Fort Bend County     |
| Franklin County      | 159       | Mount Vernon                  | 1875      | Titus County | Benjamin Cromwell Franklin (1805–1873), früher Richter und Politiker in Texas | 9.458     | 741 km² (286 sq mi)      | State map highlighting Franklin County      |
| Freestone County     | 161       | Fairfield                     | 1850      | Limestone County                                                                                                  | Eine Art Pfirsiche | 17.867    | 2.292 km² (885 sq mi)    | State map highlighting Freestone County     |
| Frio County          | 163       | Pearsall                      | 1858      | Atascosa County, Bexar County und Uvalde County                                                                   | Frio River (Frio: Kalt) | 16.252    | 2.934 km² (1.133 sq mi)  | State map highlighting Frio County          |
| Gaines County        | 165       | Seminole                      | 1876      | Bexar County | James Gaines, Händler und Unterzeichner der Texas Declaration of Independence | 14.467    | 3.890 km² (1.502 sq mi)  | State map highlighting Gaines County        |
| Galveston County     | 167       | Galveston                     | 1838      | Brazoria County, Harris County und Liberty County                                                                 | Bernardo de Gálvez, spanischer Gouverneur der Kolonie Louisiana (1777–1785) | 277.563   | 1.033 km² (399 sq mi)    | State map highlighting Galveston County     |
| Garza County         | 169       | Post                          | 1876      | Bexar County | Die Pionierfamilie von José Antonio de la Garza | 4.872     | 2.321 km² (896 sq mi)    | State map highlighting Garza County         |
| Gillespie County     | 171       | Fredericksburg                | 1848      | Bexar County und Travis County                                                                                    | Robert Addison Gillespie, Händler und Soldat im Mexikanisch-Amerikanischen Krieg | 20.814    | 2.748 km² (1.061 sq mi)  | State map highlighting Gillespie County     |
| Glasscock County     | 173       | Garden City                   | 1887      | Tom Green County                                                                                                  | George Washington Glasscock (1810–1868), früher Siedler und Soldat | 1.406     | 2.334 km² (901 sq mi)    | State map highlighting Glasscock County     |
| Goliad County        | 175       | Goliad                        | 1836      | Eines der ursprünglichen 23 Countys                                                                               | Goliad, seinen Hauptort, als Anagram des mexikanischen Patrioten Miguel Hidalgo y Costilla | 6.928     | 2.212 km² (854 sq mi)    | State map highlighting Goliad County        |
| Gonzales County      | 177       | Gonzales                      | 1836      | Eines der ursprünglichen 23 Countys                                                                               | Gonzales (Texas), nach Gouverneur Rafael Gonzales von Coahuila y Tejas | 18.628    | 2.766 km² (1.068 sq mi)  | State map highlighting Gonzales County      |
| Gray County          | 179       | Pampa                         | 1876      | Bexar County | Peter W. Gray (1819–1874), Soldat im Bürgerkrieg | 22.744    | 2.404 km² (928 sq mi)    | State map highlighting Gray County          |
| Grayson County       | 181       | Sherman                       | 1846      | Fannin County | Peter Wagener Grayson, Politiker | 110.595   | 2.419 km² (934 sq mi)    | State map highlighting Grayson County       |
| Gregg County         | 183       | Longview                      | 1873      | Upshur County | John Gregg (1828–1864), Konföderierter Kriegsheld | 111.379   | 710 km² (274 sq mi)      | State map highlighting Gregg County         |
| Grimes County        | 185       | Anderson                      | 1846      | Montgomery County                                                                                                 | Jesse Grimes (1788–1866), Unterzeichner der Unabhängigkeitserklärung und Siedler | 23.552    | 2.056 km² (794 sq mi)    | State map highlighting Grimes County        |
| Guadalupe County     | 187       | Seguin                        | 1846      | Bexar County und Gonzales County                                                                                  | Guadalupe River, nach Our Lady of Guadalupe | 89.023    | 1.841 km² (711 sq mi)    | State map highlighting Guadalupe County     |
| Hale County          | 189       | Plainview                     | 1876      | Bexar County | John C. Hale, Offizier, der während der Schlacht von San Jacinto fiel | 36.602    | 2.603 km² (1.005 sq mi)  | State map highlighting Hale County          |
| Hall County          | 191       | Memphis                       | 1876      | Bexar County und Young County                                                                                     | Warren DeWitt Clinton Hall, Kriegsminister von Texas (1836) | 3.782     | 2.339 km² (903 sq mi)    | State map highlighting Hall County          |
| Hamilton County      | 193       | Hamilton                      | 1856      | Bosque County, Comanche County und Lampasas County                                                                | James Hamilton Jr., Gouverneur von South Carolina (1830–1832), der die Republik Texas finanziell unterstützte                                                                                    | 8.229     | 2.165 km² (836 sq mi)    | State map highlighting Hamilton County      |
| Hansford County      | 195       | Spearman                      | 1876      | Bexar County und Young County                                                                                     | John M. Hansford, Politiker und Richter | 5.369     | 2.383 km² (920 sq mi)    | State map highlighting Hansford County      |
| Hardeman County      | 197       | Quanah                        | 1858      | Fannin County | Bailey und Thomas Jones Hardeman, Politiker | 4.724     | 1.800 km² (695 sq mi)    | State map highlighting Hardeman County      |
| Hardin County        | 199       | Kountze                       | 1858      | Jefferson County und Liberty County                                                                               | Die Hardin-Familie aus Liberty County | 48.073    | 2.315 km² (894 sq mi)    | State map highlighting Hardin County        |
| Harris County        | 201       | Houston                       | 1836      | Eines der ursprünglichen 23 Countys                                                                               | John Richardson Harris, Siedler Hieß Harrisburg County bis 1839 | 3.693.050 | 4.478 km² (1.729 sq mi)  | State map highlighting Harris County        |
| Harrison County      | 203       | Marshall                      | 1839      | Shelby County | Jonas Harrison, Anwalt | 62.110    | 2.328 km² (899 sq mi)    | State map highlighting Harrison County      |
| Hartley County       | 205       | Channing                      | 1876      | Bexar County und Young County                                                                                     | Oliver C. und Rufus K. Hartley, Politiker | 5.537     | 3.787 km² (1.462 sq mi)  | State map highlighting Hartley County       |
| Haskell County       | 207       | Haskell                       | 1858      | Fannin County und Milam County                                                                                    | Charles Ready Haskell, getötet im Goliad-Massaker | 6.093     | 2.339 km² (903 sq mi)    | State map highlighting Haskell County       |
| Hays County          | 209       | San Marcos                    | 1848      | Travis County | John Coffee Hays (1817–1883), Texas Ranger und offizier im Mexikanisch-Amerikanischen Krieg | 97.589    | 1.756 km² (678 sq mi)    | State map highlighting Hays County          |
| Hemphill County      | 211       | Canadian                      | 1876      | Bexar County und Young County                                                                                     | John Hemphill (1803–1862), Richter und Politiker | 3.351     | 2.357 km² (910 sq mi)    | State map highlighting Hemphill County      |
| Henderson County     | 213       | Athens                        | 1846      | Houston County und Nacogdoches County                                                                             | James Pinckney Henderson, Erster Gouverneur von Texas (1846–1847) | 73.277    | 2.264 km² (874 sq mi)    | State map highlighting Henderson County     |
| Hidalgo County       | 215       | Edinburg                      | 1852      | Cameron County | Miguel Hidalgo y Costilla (1753–1811), Priester, der maßgeblich an der mexikanischen Unabhängigkeit beteiligt war                                                                                | 569.463   | 4.064 km² (1.569 sq mi)  | State map highlighting Hidalgo County       |
| Hill County          | 217       | Hillsboro                     | 1853      | Navarro County | George Washington Hill, Politiker | 32.321    | 2.492 km² (962 sq mi)    | State map highlighting Hill County          |
| Hockley County       | 219       | Levelland                     | 1876      | Bexar County und Young County                                                                                     | George Washington Hockley (1802–1854), Soldat und Politiker | 22.716    | 2.352 km² (908 sq mi)    | State map highlighting Hockley County       |
| Hood County          | 221       | Granbury                      | 1866      | Johnson County | John Bell Hood (1831–1879), konföderierter Offizier und Chef der Hood’s Texas Brigade | 41.100    | 1.093 km² (422 sq mi)    | State map highlighting Hood County          |
| Hopkins County       | 223       | Sulphur Springs               | 1846      | Lamar County und Nacogdoches County                                                                               | Die Familie von David Hopkins, einem frühen Siedler im späteren Texas | 31.960    | 2.033 km² (785 sq mi)    | State map highlighting Hopkins County       |
| Houston County       | 225       | Crockett                      | 1837      | Nacogdoches County                                                                                                | Sam Houston (1793–1863), General bei der texanischen Revolution, später Präsident der Republik Texas sowie Gouverneur und Senator                                                                | 23.185    | 3.188 km² (1.231 sq mi)  | State map highlighting Houston County       |
| Howard County        | 227       | Big Spring                    | 1876      | Bexar County | Volney Howard, Kongressabgeordneter aus Texas (1849–1853) | 33.627    | 2.339 km² (903 sq mi)    | State map highlighting Howard County        |
| Hudspeth County      | 229       | Sierra Blanca                 | 1917      | El Paso County | Claude Benton Hudspeth, Kongressabgeordneter aus Texas (1919–1931), Rancher und Zeitungsverleger                                                                                                 | 3.344     | 11.839 km² (4.571 sq mi) | State map highlighting Hudspeth County      |
| Hunt County          | 231       | Greenville                    | 1846      | Fannin County und Nacogdoches County                                                                              | Memucan Hunt, Jr. (1807–1856) | 76.596    | 2.178 km² (841 sq mi)    | State map highlighting Hunt County          |
| Hutchinson County    | 233       | Stinnett                      | 1876      | Bexar County | Andrew Hutchinson, Anwalt | 23.857    | 2.297 km² (887 sq mi)    | State map highlighting Hutchinson County    |
| Irion County         | 235       | Mertzon                       | 1889      | Tom Green County                                                                                                  | Robert Anderson Irion (1804–1861), Secretary of State der Republik Texas | 1.771     | 2.725 km² (1.052 sq mi)  | State map highlighting Irion County         |
| Jack County          | 237       | Jacksboro                     | 1856      | Cooke County | Die Gebrüder Patrick Churchill und William Houston Jack, Beteiligte an den Unruhen von Anahuac                                                                                                   | 8.763     | 2.375 km² (917 sq mi)    | State map highlighting Jack County          |
| Jackson County       | 239       | Edna                          | 1836      | Eines der ursprünglichen 23 Countys                                                                               | Andrew Jackson, Held in der Schlacht von New Orleans und siebter Präsident der Vereinigten Staaten (1829–1837)                                                                                   | 14.391    | 2.150 km² (830 sq mi)    | State map highlighting Jackson County       |
| Jasper County        | 241       | Jasper                        | 1836      | Eines der ursprünglichen 23 Countys                                                                               | William Jasper (1750–1779), Held im Amerikanischen Unabhängigkeitskrieg | 35.604    | 2.429 km² (938 sq mi)    | State map highlighting Jasper County        |
| Jeff Davis County    | 243       | Fort Davis                    | 1887      | Presidio County                                                                                                   | Jefferson Davis, Präsident der Konföderierten Staaten von Amerika (1861–1865) | 2.207     | 5.866 km² (2.265 sq mi)  | State map highlighting Jeff Davis County    |
| Jefferson County     | 245       | Beaumont                      | 1836      | Eines der ursprünglichen 23 Countys                                                                               | Thomas Jefferson, dritter Präsident der USA(1801–1809) | 252.051   | 2.341 km² (904 sq mi)    | State map highlighting Jefferson County     |
| Jim Hogg County      | 247       | Hebbronville                  | 1913      | Brooks County und Duval County                                                                                    | Jim Hogg, 20. Gouverneur von Texas (1891–1895) | 5.281     | 2.942 km² (1.136 sq mi)  | State map highlighting Jim Hogg County      |
| Jim Wells County     | 249       | Alice                         | 1911      | Nueces County | James Babbage Wells Jr., mächtiger Politiker aus dem südlichen Texas | 39.326    | 2.240 km² (865 sq mi)    | State map highlighting Jim Wells County     |
| Johnson County       | 251       | Cleburne                      | 1854      | Ellis County, Hill County und Navarro County                                                                      | Middleton Tate Johnson, Texas Ranger, Soldat und Politiker | 126.811   | 1.888 km² (729 sq mi)    | State map highlighting Johnson County       |
| Jones County         | 253       | Anson                         | 1854      | Bexar County und Bosque County                                                                                    | Anson Jones, fünfter Präsident der Republik Texas (1844–1846) | 20.785    | 2.411 km² (931 sq mi)    | State map highlighting Jones County         |
| Karnes County        | 255       | Karnes City                   | 1854      | Bexar County, DeWitt County, Goliad County, Gonzales County und San Patricio County                               | Henry Karnes (1812–1840), Soldat | 15.446    | 1.942 km² (750 sq mi)    | State map highlighting Karnes County        |
| Kaufman County       | 257       | Kaufman                       | 1848      | Henderson County                                                                                                  | David Spangler Kaufman, Jüdischer Senator und der zweite Jude im Repräsentantenhaus | 71.313    | 2.036 km² (786 sq mi)    | State map highlighting Kaufman County       |
| Kendall County       | 259       | Boerne                        | 1862      | Blanco County und Kerr County                                                                                     | George Wilkins Kendall, Journalist und Schafzüchter | 23.743    | 1.715 km² (662 sq mi)    | State map highlighting Kendall County       |
| Kenedy County        | 261       | Sarita                        | 1921      | Hidalgo County und Willacy County                                                                                 | Mifflin Kenedy, Rancher | 414       | 3.774 km² (1.457 sq mi)  | State map highlighting Kenedy County        |
| Kent County          | 263       | Jayton                        | 1876      | Bexar County und Young County                                                                                     | Andrew Kent, starb in der Schlacht von Alamo | 859       | 2.336 km² (902 sq mi)    | State map highlighting Kent County          |
| Kerr County          | 265       | Kerrville                     | 1856      | Bexar County | James Kerr (1790–1850), Siedler und Soldat | 43.653    | 2.865 km² (1.106 sq mi)  | State map highlighting Kerr County          |
| Kimble County        | 267       | Junction                      | 1858      | Bexar County | George C. Kimbell, starb in der Schlacht von Alamo | 4.468     | 3.240 km² (1.251 sq mi)  | State map highlighting Kimble County        |
| King County          | 269       | Guthrie                       | 1876      | Bexar County | William Phillip King, starb in der Schlacht von Alamo | 356       | 2.362 km² (912 sq mi)    | State map highlighting King County          |
| Kinney County        | 271       | Brackettville                 | 1850      | Bexar County | Henry Lawrence Kinney, nicht erfolgreicher Spekulant | 3.379     | 3.533 km² (1.364 sq mi)  | State map highlighting Kinney County        |
| Kleberg County       | 273       | Kingsville                    | 1913      | Nueces County | Robert Justus Kleberg (1803–1888), deutscher Siedler und Soldat bei der Schlacht von San Jacinto                                                                                                 | 31.549    | 2.256 km² (871 sq mi)    | State map highlighting Kleberg County       |
| Knox County          | 275       | Benjamin                      | 1858      | Bexar County und Young County                                                                                     | Henry Knox, erster US-Kriegsminister (1785–1794) | 4.253     | 2.212 km² (854 sq mi)    | State map highlighting Knox County          |
| Lamar County         | 277       | Paris                         | 1840      | Red River County                                                                                                  | Mirabeau B. Lamar, dritter Präsident der Republik Texas (1838–1842) | 48.499    | 2.375 km² (917 sq mi)    | State map highlighting Lamar County         |
| Lamb County          | 279       | Littlefield                   | 1876      | Bexar County | George A. Lamb, starb in der Schlacht von San Jacinto | 14.709    | 2.631 km² (1.016 sq mi)  | State map highlighting Lamb County          |
| Lampasas County      | 281       | Lampasas                      | 1856      | Bell County, Coryell County und Travis County                                                                     | The Lampasas River (Lampasas bedeutet Lilien) | 17.762    | 1.844 km² (712 sq mi)    | State map highlighting Lampasas County      |
| La Salle County      | 283       | Cotulla                       | 1858      | Bexar County | René Robert Cavelier, Sieur de La Salle (1643–1687), französischer Entdecker | 5.866     | 3.856 km² (1.489 sq mi)  | State map highlighting La Salle County      |
| Lavaca County        | 285       | Hallettsville                 | 1842      | Colorado County, Fayette County, Gonzales County, Jackson County und Victoria County Hieß La Buca County bis 1846 | Lavaca River (La vaca bedeutet Kuh) | 19.210    | 2.512 km² (970 sq mi)    | State map highlighting Lavaca County        |
| Lee County           | 287       | Giddings                      | 1874      | Bastrop County, Burleson County, Fayette County und Washington County                                             | Robert E. Lee (1807–1870), befehlshabender General der Konföderierten während des Bürgerkrieges                                                                                                  | 15.657    | 1.629 km² (629 sq mi)    | State map highlighting Lee County           |
| Leon County          | 289       | Centerville                   | 1846      | Robertson County                                                                                                  | Unsicher: Entweder nach Martín De León, der Victoria gegründet hat, oder dem león, eine besondere Art des Gelben Wolfes                                                                          | 15.335    | 2.776 km² (1.072 sq mi)  | State map highlighting Leon County          |
| Liberty County       | 291       | Liberty                       | 1836      | Eines der ursprünglichen 23 Countys                                                                               | Seiner Hauptstadt, die entweder wegen des vorangehenden Erfolges im Mexikanischen Unabhängigkeitskrieg oder wegen Liberty (Mississippi) so heißt                                                 | 70.154    | 3.004 km² (1.160 sq mi)  | State map highlighting Liberty County       |
| Limestone County     | 293       | Groesbeck                     | 1846      | Robertson County                                                                                                  | Sandsteinabagerungen in der Region (limestone=Sandstein) | 22.051    | 2.354 km² (909 sq mi)    | State map highlighting Limestone County     |
| Lipscomb County      | 295       | Lipscomb                      | 1876      | Bexar County | Abner Smith Lipscomb, Richter (1846–1856) und Staatssekretär von Texas (1840) | 3.057     | 2.414 km² (932 sq mi)    | State map highlighting Lipscomb County      |
| Live Oak County      | 297       | George West                   | 1856      | Nueces County und San Patricio County                                                                             | Die „Lebendige Eiche(=Oak) von Texas“ | 12.309    | 2.683 km² (1.036 sq mi)  | State map highlighting Live Oak County      |
| Llano County         | 299       | Llano                         | 1856      | Bexar County, Gillespie County                                                                                    | The Llano River (Llano bedeutet Ebene) | 17.044    | 2.422 km² (935 sq mi)    | State map highlighting Llano County         |
| Loving County        | 301       | Mentone                       | 1931      | Tom Green County                                                                                                  | Oliver Loving (1812–1867), Viehzüchter und Pionier der großen Herdenwanderungen | 67        | 1.743 km² (673 sq mi)    | State map highlighting Loving County        |
| Lubbock County       | 303       | Lubbock                       | 1876      | Bexar County | Thomas Saltus Lubbock (1817–1862), Texas Ranger und Soldat | 242.628   | 2.331 km² (900 sq mi)    | State map highlighting Lubbock County       |
| Lynn County          | 305       | Tahoka                        | 1876      | Garza County | William Lynn, Soldat aus Massachusetts, gefallen in The Alamo? | 6.550     | 2.310 km² (892 sq mi)    | State map highlighting Lynn County          |
| McCulloch County     | 307       | Brady                         | 1856      | Bexar County | Benjamin McCulloch (1811–1862), Veteran der Schlacht von San Jacinto (Texas) | 8.205     | 2.769 km² (1.069 sq mi)  | State map highlighting McCulloch County     |
| McLennan County      | 309       | Waco                          | 1850      | Limestone County und Milam County                                                                                 | Neil McLennan, früher Siedler | 213.517   | 2.699 km² (1.042 sq mi)  | State map highlighting McLennan County      |
| McMullen County      | 311       | Tilden                        | 1858      | Atascosa County, Bexar County und Live Oak County                                                                 | John McMullen (1832–1883), irischer Gründer einer Kolonie in Texas | 851       | 2.883 km² (1.113 sq mi)  | State map highlighting McMullen County      |
| Madison County       | 313       | Madisonville                  | 1853      | Grimes County, Leon County und Walker County                                                                      | James Madison, vierter Präsident der USA(1809–1817) | 12.940    | 1.217 km² (470 sq mi)    | State map highlighting Madison County       |
| Marion County        | 315       | Jefferson                     | 1860      | Cass County | Francis Marion (1732–1795), General im Unabhängigkeitskrieg | 10.941    | 987 km² (381 sq mi)      | State map highlighting Marion County        |
| Martin County        | 317       | Stanton                       | 1876      | Bexar County | Wylie Martin, Siedler und Politiker | 4.746     | 2.370 km² (915 sq mi)    | State map highlighting Martin County        |
| Mason County         | 319       | Mason                         | 1858      | Gillespie County                                                                                                  | Fort Mason, benannt entweder nach Lt. George T. Mason, getötet im Mexikanisch-Amerikanischen Krieg oder für General Richard Barnes Mason                                                         | 3.738     | 2.414 km² (932 sq mi)    | State map highlighting Mason County         |
| Matagorda County     | 321       | Bay City                      | 1836      | Eines der ursprünglichen 23 Countys                                                                               | Spanische Bezeichnung für das dichte Gebüsch, das hier einst wuchs | 37.957    | 2.885 km² (1.114 sq mi)  | State map highlighting Matagorda County     |
| Maverick County      | 323       | Eagle Pass                    | 1856      | Kinney County | Samuel Maverick (1803–1870), früher Rechtsgelehrter und Politiker | 47.297    | 3.315 km² (1.280 sq mi)  | State map highlighting Maverick County      |
| Medina County        | 325       | Hondo                         | 1848      | Bexar County | Medina River, nach Pedro Medina, spanischer Ingenieur | 39.304    | 3.440 km² (1.328 sq mi)  | State map highlighting Medina County        |
| Menard County        | 327       | Menard                        | 1858      | Bexar County | Michel Branamour Menard, Gründer der Stadt Galveston | 2.360     | 2.336 km² (902 sq mi)    | State map highlighting Menard County        |
| Midland County       | 329       | Midland                       | 1885      | Tom Green County                                                                                                  | Seinem Hauptort, der in der Mitte zwischen Fort Worth und El Paso an der Texas and Pacific Railway liegt (Midway (Texas) gab es schon)                                                           | 116.009   | 2.331 km² (900 sq mi)    | State map highlighting Midland County       |
| Milam County         | 331       | Cameron                       | 1836      | Eines der ursprünglichen 23 Countys                                                                               | Benjamin Rush Milam (1788–1835), Kolonist und Soldat | 24.238    | 2.634 km² (1.017 sq mi)  | State map highlighting Milam County         |
| Mills County         | 333       | Goldthwaite                   | 1887      | Brown County, Comanche County, Hamilton County und Lampasas County                                                | John T. Mills (1817–1871), Richter | 5.151     | 1.937 km² (748 sq mi)    | State map highlighting Mills County         |
| Mitchell County      | 335       | Colorado City                 | 1876      | Bexar County | Asa und Eli Mitchell, frühe Siedler und Soldaten | 9.698     | 2.357 km² (910 sq mi)    | State map highlighting Mitchell County      |
| Montague County      | 337       | Montague                      | 1857      | Cooke County | Daniel Montague, Staatssenator und Landvermesser | 19.117    | 2.411 km² (931 sq mi)    | State map highlighting Montague County      |
| Montgomery County    | 339       | Conroe                        | 1837      | Washington County                                                                                                 | Montgomery (Texas), das seinen Namen von Montgomery County (Alabama) hat | 293.768   | 2.704 km² (1.044 sq mi)  | State map highlighting Montgomery County    |
| Moore County         | 341       | Dumas                         | 1876      | Bexar County | Edwin Ward Moore (1810–1865), Kommodore der Texan Navy | 20.121    | 2.331 km² (900 sq mi)    | State map highlighting Moore County         |
| Morris County        | 343       | Daingerfield                  | 1875      | Titus County | William Wright Morris, Rechtsgelehrter | 13.048    | 658 km² (254 sq mi)      | State map highlighting Morris County        |
| Motley County        | 345       | Matador                       | 1876      | Bexar County | Junius William Mottley, Unterzeichner der texanischen Unabhängigkeitserklärung | 1.426     | 2.561 km² (989 sq mi)    | State map highlighting Motley County        |
| Nacogdoches County   | 347       | Nacogdoches                   | 1836      | Eines der ursprünglichen 23 Countys                                                                               | Sein Hauptort, nach den Nacogdoche-Indianern | 59.203    | 2.453 km² (947 sq mi)    | State map highlighting Nacogdoches County   |
| Navarro County       | 349       | Corsicana                     | 1846      | Robertson County                                                                                                  | José Antonio Navarro (1795–1871), Tejano und Unterzeichner der texanischen Unabhängigkeitserklärung                                                                                              | 45.124    | 2.774 km² (1.071 sq mi)  | State map highlighting Navarro County       |
| Newton County        | 351       | Newton                        | 1846      | Jasper County | John Newton (1755–1780), Kriegsveteran | 15.072    | 2.416 km² (933 sq mi)    | State map highlighting Newton County        |
| Nolan County         | 353       | Sweetwater                    | 1876      | Bexar County | Philip Nolan (1771–1801), von spanischen Truppen getötet | 15.802    | 2.362 km² (912 sq mi)    | State map highlighting Nolan County         |
| Nueces County        | 355       | Corpus Christi                | 1846      | San Patricio County                                                                                               | The Nueces River (Nueces ist das spanische Wort für „Nüsse“) | 313.645   | 2.165 km² (836 sq mi)    | State map highlighting Nueces County        |
| Ochiltree County     | 357       | Perryton                      | 1876      | Bexar County | William Beck Ochiltree (1811–1867), früher Siedler, Richter und Rechtsgelehrter | 9.006     | 2.378 km² (918 sq mi)    | State map highlighting Ochiltree County     |
| Oldham County        | 359       | Vega                          | 1876      | Bexar County | Williamson Simpson Oldham, Senator der Konföderation | 2.185     | 3.888 km² (1.501 sq mi)  | State map highlighting Oldham County        |
| Orange County        | 361       | Orange                        | 1852      | Jefferson County                                                                                                  | Einem Orangenhain, der am Sabine River gepflanzt worden war | 84.966    | 922 km² (356 sq mi)      | State map highlighting Orange County        |
| Palo Pinto County    | 363       | Palo Pinto                    | 1856      | Bosque County und Navarro County                                                                                  | Palo Pinto Creek (Palo Pinto) | 27.026    | 2.468 km² (953 sq mi)    | State map highlighting Palo Pinto County    |
| Panola County        | 365       | Carthage                      | 1846      | Harrison County und Shelby County                                                                                 | Indianisches Wort für Baumwolle | 22.756    | 2.075 km² (801 sq mi)    | State map highlighting Panola County        |
| Parker County        | 367       | Weatherford                   | 1855      | Bosque County und Navarro County                                                                                  | Isaac Parker (1838–1896), Rechtsgelehrter | 88.495    | 2.341 km² (904 sq mi)    | State map highlighting Parker County        |
| Parmer County        | 369       | Farwell                       | 1876      | Bexar County | Martin Parmer (1778–1850), Rechtsgelehrter, Richter und Unterzeichner der texanischen Unabhängigkeitserklärung                                                                                   | 10.016    | 2.284 km² (882 sq mi)    | State map highlighting Parmer County        |
| Pecos County         | 371       | Fort Stockton                 | 1871      | Presidio County                                                                                                   | Pecos River, nach dem Pecos Pueblo, dessen Etymologie unbekannt ist | 16.809    | 12.339 km² (4.764 sq mi) | State map highlighting Pecos County         |
| Polk County          | 373       | Livingston                    | 1846      | Liberty County | James K. Polk, elfter Präsident der Vereinigten Staaten (1845–1849) | 41.133    | 2.738 km² (1.057 sq mi)  | State map highlighting Polk County          |
| Potter County        | 375       | Amarillo                      | 1876      | Bexar County | Robert Potter (1800–1842), Unterzeichner der texanischen Unabhängigkeitserklärung | 113.546   | 2.354 km² (909 sq mi)    | State map highlighting Potter County        |
| Presidio County      | 377       | Marfa                         | 1850      | Bexar County | Presidio del Norte, Fort südlich des Rio Grande | 7.304     | 9.987 km² (3.856 sq mi)  | State map highlighting Presidio County      |
| Rains County         | 379       | Emory                         | 1870      | Hopkins County, Hunt County und Wood County                                                                       | Emory Rains (1800–1878), Siedler und Vermesser | 9.139     | 601 km² (232 sq mi)      | State map highlighting Rains County         |
| Randall County       | 381       | Canyon                        | 1876      | Bexar County | Horace Randal, Konföderierter Brigadegeneral | 104.312   | 2.367 km² (914 sq mi)    | State map highlighting Randall County       |
| Reagan County        | 383       | Big Lake                      | 1903      | Tom Green County                                                                                                  | John Henninger Reagan (1818–1905), General, Texanischer Gouverneur und demokratischer Politiker                                                                                                  | 3.326     | 3.043 km² (1.175 sq mi)  | State map highlighting Reagan County        |
| Real County          | 385       | Leakey                        | 1913      | Bandera County, Edwards County und Kerr County                                                                    | Julius Real, Rancher und Rechtsgelehrter | 3.047     | 1.813 km² (700 sq mi)    | State map highlighting Real County          |
| Red River County     | 387       | Clarksville                   | 1836      | Eines der ursprünglichen 23 Countys                                                                               | Red River | 14.314    | 2.719 km² (1.050 sq mi)  | State map highlighting Red River County     |
| Reeves County        | 389       | Pecos                         | 1883      | Pecos County | George R. Reeves, Rechtsgelehrter und Soldat | 13.137    | 6.827 km² (2.636 sq mi)  | State map highlighting Reeves County        |
| Refugio County       | 391       | Refugio                       | 1836      | Eines der ursprünglichen 23 Countys                                                                               | Seine Hauptstadt, nach der Spanischen Mission Nuestra Señora del Refugio, „Our Lady of Refuge“                                                                                                   | 7.828     | 1.994 km² (770 sq mi)    | State map highlighting Refugio County       |
| Roberts County       | 393       | Miami                         | 1876      | Bexar County | John S. Roberts, Unterzeichner der Unabhängigkeitserklärung und Oran Milo Roberts (1879–1883), siebter Gouverneur von Texas                                                                      | 887       | 2.393 km² (924 sq mi)    | State map highlighting Roberts County       |
| Robertson County     | 395       | Franklin                      | 1837      | Bexar County, Milam County und Nacogdoches County                                                                 | Sterling Clack Robertson, Gründer einer frühen Kolonie in Texas | 16.000    | 2.214 km² (855 sq mi)    | State map highlighting Robertson County     |
| Rockwall County      | 397       | Rockwall                      | 1873      | Kaufman County | Sein Hauptort, weil dort eine Steinwand gefunden wurde | 43.080    | 334 km² (129 sq mi)      | State map highlighting Rockwall County      |
| Runnels County       | 399       | Ballinger                     | 1858      | Bexar County und Travis County                                                                                    | Hiram Runnels, Neunter Gouverneur von Mississippi (1833–1835) | 11.495    | 2.730 km² (1.054 sq mi)  | State map highlighting Runnels County       |
| Rusk County          | 401       | Henderson                     | 1843      | Nacogdoches County                                                                                                | Thomas Jefferson Rusk (1803–1857), General | 47.372    | 2.393 km² (924 sq mi)    | State map highlighting Rusk County          |
| Sabine County        | 403       | Hemphill                      | 1836      | Eines der ursprünglichen 23 Countys                                                                               | Sabine River, der das County östlich begrenzt (Sabine bedeutet „Zypresse“ auf Spanisch) | 10.469    | 1.269 km² (490 sq mi)    | State map highlighting Sabine County        |
| San Augustine County | 405       | San Augustine                 | 1836      | Eines der ursprünglichen 23 Countys                                                                               | Wahrscheinlich Augustinus von Hippo (354–430) | 8.946     | 1.368 km² (528 sq mi)    | State map highlighting San Augustine County |
| San Jacinto County   | 407       | Coldspring                    | 1870      | Liberty County, Montgomery County, Polk County und Walker County                                                  | Die Schlacht von San Jacinto, in der Texas die Unabhängigkeit von Mexiko erlangte | 22.246    | 1.479 km² (571 sq mi)    | State map highlighting San Jacinto County   |
| San Patricio County  | 409       | Sinton                        | 1846      | Refugio County | Nach seinem früheren Hauptort San Patricio de Hibernia, eine irische Kolonie benannt nach Patrick von Irland                                                                                     | 67.138    | 1.792 km² (692 sq mi)    | State map highlighting San Patricio County  |
| San Saba County      | 411       | San Saba                      | 1856      | Bexar County | San Saba River, entdeckt am Fest des Heiligen Sabas | 6.186     | 2.937 km² (1.134 sq mi)  | State map highlighting San Saba County      |
| Schleicher County    | 413       | Eldorado                      | 1887      | Crockett County                                                                                                   | Gustav Schleicher, früher Ingenieur und Siedler in Texas | 2.935     | 3.395 km² (1.311 sq mi)  | State map highlighting Schleicher County    |
| Scurry County        | 415       | Snyder                        | 1876      | Bexar County | William Read Scurry (1821–1864), Rechtsgelehrter und Soldat | 16.361    | 2.339 km² (903 sq mi)    | State map highlighting Scurry County        |
| Shackelford County   | 417       | Albany                        | 1874      | Jack County | Jack Shackelford, Soldat im texanischen Unabhängigkeitskrieg | 3.302     | 2.367 km² (914 sq mi)    | State map highlighting Shackelford County   |
| Shelby County        | 419       | Center                        | 1836      | Eines der ursprünglichen 23 Countys                                                                               | Isaac Shelby, Soldat aus Tennessee, Gouverneur von Kentucky (1792–1796) (1812–1816) | 25.224    | 2.056 km² (794 sq mi)    | State map highlighting Shelby County        |
| Sherman County       | 421       | Stratford                     | 1876      | Bexar County | Sidney Sherman (1805–1873), Soldat | 3.186     | 2.391 km² (923 sq mi)    | State map highlighting Sherman County       |
| Smith County         | 423       | Tyler                         | 1846      | Nacogdoches County                                                                                                | James Smith, General während der Revolution | 174.706   | 2.404 km² (928 sq mi)    | State map highlighting Smith County         |
| Somervell County     | 425       | Glen Rose                     | 1875      | Hood County | Alexander Somervell, Soldat und Expeditionsführer | 6.809     | 484 km² (187 sq mi)      | State map highlighting Somervell County     |
| Starr County         | 427       | Rio Grande City               | 1848      | Nueces County | James Harper Starr (1809–1890), Politiker | 53.597    | 3.168 km² (1.223 sq mi)  | State map highlighting Starr County         |
| Stephens County      | 429       | Breckenridge                  | 1858      | Bosque County Hieß Buchanan County bis 1861                                                                       | Alexander Hamilton Stephens, einziger Vizepräsident der Konföderierten Staaten von Amerika (1861–1865)                                                                                           | 9.674     | 2.318 km² (895 sq mi)    | State map highlighting Stephens County      |
| Sterling County      | 431       | Sterling City                 | 1891      | Tom Green County                                                                                                  | W. S. Sterling, früher Rancher und Büffeljäger | 1.393     | 2.391 km² (923 sq mi)    | State map highlighting Sterling County      |
| Stonewall County     | 433       | Aspermont                     | 1876      | Bexar County und Young County                                                                                     | Thomas Jonathan „Stonewall“ Jackson (1824–1863), berühmter General der Konföderierten | 1.693     | 2.380 km² (919 sq mi)    | State map highlighting Stonewall County     |
| Sutton County        | 435       | Sonora                        | 1887      | Crockett County                                                                                                   | John Schuyler Sutton, Texas Ranger und Soldat in mehreren Kriegen | 4.077     | 3.766 km² (1.454 sq mi)  | State map highlighting Sutton County        |
| Swisher County       | 437       | Tulia                         | 1876      | Bexar County und Young County                                                                                     | James Gibson Swisher, Soldat | 8.378     | 2.331 km² (900 sq mi)    | State map highlighting Swisher County       |
| Tarrant County       | 439       | Fort Worth                    | 1849      | Navarro County | Edward H. Tarrant, General, der die Indianer aus dem zukünftigen Staat vertrieb | 1.446.219 | 2.238 km² (864 sq mi)    | State map highlighting Tarrant County       |
| Taylor County        | 441       | Abilene                       | 1858      | Bexar County und Travis County                                                                                    | Edward Taylor (1812–1836), George Taylor (1816–1836), und James Taylor (1814–1836), drei Brüder, die in der Schlacht von Alamo starben                                                           | 126.555   | 2.372 km² (916 sq mi)    | State map highlighting Taylor County        |
| Terrell County       | 443       | Sanderson                     | 1905      | Pecos County | Alexander Watkins Terrell, Offizier, Rechtsgelehrter | 1.081     | 6.107 km² (2.358 sq mi)  | State map highlighting Terrell County       |
| Terry County         | 445       | Brownfield                    | 1876      | Bexar County | Frank Terry, Texas Ranger und Offizier | 12.761    | 2.305 km² (890 sq mi)    | State map highlighting Terry County         |
| Throckmorton County  | 447       | Throckmorton                  | 1858      | Fannin County | William Edward Throckmorton, früher Siedler im Collin County | 1.850     | 2.362 km² (912 sq mi)    | State map highlighting Throckmorton County  |
| Titus County         | 449       | Mount Pleasant                | 1846      | Bowie County | Andrew Jackson Titus, Rechtsgelehrter | 28.118    | 1.064 km² (411 sq mi)    | State map highlighting Titus County         |
| Tom Green County     | 451       | San Angelo                    | 1874      | Bexar County | Thomas Green (1814–1864), Brigadegeneral | 104.010   | 3.942 km² (1.522 sq mi)  | State map highlighting Tom Green County     |
| Travis County        | 453       | Austin                        | 1840      | Bastrop County | William Barret Travis (1809–1836), Kommandant der Texaner in der Schlacht vom Alamo | 812.280   | 2.561 km² (989 sq mi)    | State map highlighting Travis County        |
| Trinity County       | 455       | Groveton                      | 1850      | Houston County | Trinity River | 13.779    | 1.795 km² (693 sq mi)    | State map highlighting Trinity County       |
| Tyler County         | 457       | Woodville                     | 1846      | Liberty County | John Tyler, zehnter Präsident der Vereinigten Staaten (1841–1845) | 20.871    | 2.391 km² (923 sq mi)    | State map highlighting Tyler County         |
| Upshur County        | 459       | Gilmer                        | 1846      | Harrison County                                                                                                   | Abel P. Upshur, 15. US-Außenminister (1843–1844) | 35.291    | 1.523 km² (588 sq mi)    | State map highlighting Upshur County        |
| Upton County         | 461       | Rankin                        | 1887      | Tom Green County                                                                                                  | John Cunningham und William Felton Upton, Brüder und Offiziere der Konföderierten Armee | 3.404     | 3.217 km² (1.242 sq mi)  | State map highlighting Upton County         |
| Uvalde County        | 463       | Uvalde                        | 1850      | Bexar County | Cañón de Ugalde, einem nahen Schlachtfeld, wo Juan de Ugalde einen Überraschungsangriff gegen 300 Apachen gewann.                                                                                | 25.926    | 4.033 km² (1.557 sq mi)  | State map highlighting Uvalde County        |
| Val Verde County     | 465       | Del Rio                       | 1885      | Crockett County, Kinney County und Pecos County                                                                   | Schlacht von Val Verde im Mexikanisch-Amerikanischen Krieg | 44.856    | 8.213 km² (3.171 sq mi)  | State map highlighting Val Verde County     |
| Van Zandt County     | 467       | Canton                        | 1848      | Henderson County                                                                                                  | Isaac Van Zandt (1813–1847), Siedler, Attorney General | 48.140    | 2.199 km² (849 sq mi)    | State map highlighting Van Zandt County     |
| Victoria County      | 469       | Victoria                      | 1836      | Eines der ursprünglichen 23 Countys                                                                               | Seinem Hauptort, der nach Guadalupe Victoria, mexikanischer Revolutionsführer und erster Präsident Mexikos (1824–1829)                                                                           | 84.088    | 2.287 km² (883 sq mi)    | State map highlighting Victoria County      |
| Walker County        | 471       | Huntsville                    | 1846      | Montgomery County                                                                                                 | Samuel Hamilton Walker (1815–1847), Texas Ranger und Soldat | 61.758    | 2.041 km² (788 sq mi)    | State map highlighting Walker County        |
| Waller County        | 473       | Hempstead                     | 1873      | Austin County und Grimes County                                                                                   | Edwin Waller (1800–1881), Unterzeichner der Unabhängigkeitserklärung und erster Bürgermeister von Austin                                                                                         | 32.663    | 1.331 km² (514 sq mi)    | State map highlighting Waller County        |
| Ward County          | 475       | Monahans                      | 1887      | Tom Green County                                                                                                  | Thomas William Ward, Bürgermeister von Austin und Landverwalter | 10.909    | 2.165 km² (836 sq mi)    | State map highlighting Ward County          |
| Washington County    | 477       | Brenham                       | 1836      | Eines der ursprünglichen 23 Countys                                                                               | George Washington, erster Präsident der Vereinigten Staaten (1789–1797) | 30.373    | 1.577 km² (609 sq mi)    | State map highlighting Washington County    |
| Webb County          | 479       | Laredo                        | 1848      | Nueces County | James Webb, Minister in Texas | 193.117   | 8.695 km² (3.357 sq mi)  | State map highlighting Webb County          |
| Wharton County       | 481       | Wharton                       | 1846      | Colorado County, Jackson County und Matagorda County                                                              | William Harris Wharton (1802–1839) und John Austin Wharton (1828–1865), Brüder und Führer der Revolution                                                                                         | 41.188    | 2.823 km² (1.090 sq mi)  | State map highlighting Wharton County       |
| Wheeler County       | 483       | Wheeler                       | 1876      | Bexar County und Young County                                                                                     | Royal Tyler Wheeler, zweiter Oberrichter am Supreme Court of Texas | 5.284     | 2.367 km² (914 sq mi)    | State map highlighting Wheeler County       |
| Wichita County       | 485       | Wichita Falls                 | 1858      | Cooke County | Wichita-Indianer | 131.664   | 1.627 km² (628 sq mi)    | State map highlighting Wichita County       |
| Wilbarger County     | 487       | Vernon                        | 1858      | Bexar County | Josiah Pugh (1801–1845) und Mathias Wilbarger, Brüder und frühe Siedler | 14.676    | 2.515 km² (971 sq mi)    | State map highlighting Wilbarger County     |
| Willacy County       | 489       | Raymondville                  | 1911      | Cameron County und Hidalgo County                                                                                 | John G. Willacy (Texas) | 20.082    | 1.546 km² (597 sq mi)    | State map highlighting Willacy County       |
| Williamson County    | 491       | Georgetown                    | 1848      | Milam County | Robert McAlpin Williamson, Veteran der Schlacht von San Jacinto | 249.967   | 2.911 km² (1.124 sq mi)  | State map highlighting Williamson County    |
| Wilson County        | 493       | Floresville                   | 1860      | Bexar County, Guadalupe County und Karnes County                                                                  | James Charles Wilson, Texanischer Senator(1851–1853) | 32.408    | 2.090 km² (807 sq mi)    | State map highlighting Wilson County        |
| Winkler County       | 495       | Kermit                        | 1887      | Tom Green County                                                                                                  | Clinton McKamy Winkler, Richter und Offizier | 7.173     | 2.178 km² (841 sq mi)    | State map highlighting Winkler County       |
| Wise County          | 497       | Decatur                       | 1856      | Cooke County | Henry Alexander Wise, später Gouverneur von Virginia (1856–1860) | 48.793    | 2.344 km² (905 sq mi)    | State map highlighting Wise County          |
| Wood County          | 499       | Quitman                       | 1850      | Van Zandt County                                                                                                  | George T. Wood, zweiter Gouverneur von Texas (1847–1849) | 36.752    | 1.683 km² (650 sq mi)    | State map highlighting Wood County          |
| Yoakum County        | 501       | Plains                        | 1876      | Bexar County | Henderson King Yoakum (1810–1856), Soldat und Geschichtsschreiber | 7.322     | 2.072 km² (800 sq mi)    | State map highlighting Yoakum County        |
| Young County         | 503       | Graham                        | 1856      | Bosque County und Fannin County                                                                                   | William Cocke Young, Siedler, Sheriff und United States Marshal | 17.943    | 2.388 km² (922 sq mi)    | State map highlighting Young County         |
| Zapata County        | 505       | Zapata                        | 1858      | Starr County und Webb County                                                                                      | Antonio Zapata, Rancher und Colonel der kurzlebigen Republic of the Rio Grande | 12.182    | 2.582 km² (997 sq mi)    | State map highlighting Zapata County        |
| Zavala County        | 507       | Crystal City                  | 1846      | Maverick County                                                                                                   | Lorenzo de Zavala (1788–1836), Unterzeichner der texanischen Unabhängigkeitserklärung und erster Vizepräsident der Republik Texas                                                                | 11.600    | 3.364 km² (1.299 sq mi)  | State map highlighting Zavala County        |

## Nicht mehr existierende Countys
Es gab mindestens 32 Countys, die gemäß texanischem Recht eingerichtet wurden, aber nicht mehr existieren. Darunter fallen solche, die provisorisch während der Gründung vorgeschlagen waren, solche, deren Land nicht mehr zu Texas gehört oder auch Countys, deren Namen geändert wurden.
Einige Beispiele:
- Buchel County, gegründet 1887 aus Presidio County, 1897 zu Brewster County
- Dawson County, gegründet 1858 in Kinney County und Uvalde County, aufgelöst 1866, nicht identisch mit dem noch existenten Dawson County
- Encinal County, gegründet 1856, 1899 zu Webb County
- Foley County, gegründet 1887 aus Presidio County, 1897 zu Brewster County
- Greer County, gegründet 1860, durch den U.S. Supreme Court Texas abgesprochen, siehe United States v. State of Texas[5], heute Teil von Oklahoma
- Perdido County, gegründet 1824, vergessen in den Wirren der 1840er Jahre, Verbleib und offizielle Auflösung unklar
- Santa Fe County, gegründet 1848 aus Ländern Mexikos, umfasste die Ländereien von New Mexico östlich des Rio Grande, aufgelöst durch den Kompromiss von 1850
- Wegefarth County, gegründet 1873 im Texas Panhandle, aufgelöst 1876
- Worth County, 1850 aus einem Teil von Santa Fe County gegründet, aufgelöst durch den Kompromiss von 1850